# Lasiancistrus heteracanthus
Lasiancistrus heteracanthus es una especie de pez de la familia Loricariidae en el orden de los Siluriformes.

## Morfología
Los machos pueden llegar alcanzar los 15,3 cm de longitud total.

## Distribución geográfica
Se encuentran en Sudamérica: cuenca del río Marañón en Perú.